# Lijst van nummer 1-hits in Oostenrijk in 2007
Deze hits stonden in 2007 op nummer 1 in de Ö3 Austria Top 40, de bekendste hitlijst in Oostenrijk.
| Datum        | Artiest                 | Titel                                |
| ------------ | ----------------------- | ------------------------------------ |
| 3 januari    | Nelly Furtado           | All good things (Come to an end)     |
| 10 januari   | Nelly Furtado           | All good things (Come to an end)     |
| 17 januari   | Nelly Furtado           | All good things (Come to an end)     |
| 24 januari   | Nelly Furtado           | All good things (Come to an end)     |
| 31 januari   | Nelly Furtado           | All good things (Come to an end)     |
| 7 februari   | Tokio Hotel             | Übers Ende der Welt                  |
| 14 februari  | DJ Ötzi & Nik P.        | Ein Stern (der deinen Namen trägt)   |
| 21 februari  | DJ Ötzi & Nik P.        | Ein Stern (der deinen Namen trägt)   |
| 28 februari  | DJ Ötzi & Nik P.        | Ein Stern (der deinen Namen trägt)   |
| 7 maart      | DJ Ötzi & Nik P.        | Ein Stern (der deinen Namen trägt)   |
| 14 maart     | DJ Ötzi & Nik P.        | Ein Stern (der deinen Namen trägt)   |
| 21 maart     | DJ Ötzi & Nik P.        | Ein Stern (der deinen Namen trägt)   |
| 28 maart     | DJ Ötzi & Nik P.        | Ein Stern (der deinen Namen trägt)   |
| 4 april      | DJ Ötzi & Nik P.        | Ein Stern (der deinen Namen trägt)   |
| 11 april     | DJ Ötzi & Nik P.        | Ein Stern (der deinen Namen trägt)   |
| 18 april     | DJ Ötzi & Nik P.        | Ein Stern (der deinen Namen trägt)   |
| 25 april     | DJ Ötzi & Nik P.        | Ein Stern (der deinen Namen trägt)   |
| 2 mei        | DJ Ötzi & Nik P.        | Ein Stern (der deinen Namen trägt)   |
| 9 mei        | Avril Lavigne           | Girlfriend                           |
| 16 mei       | DJ Ötzi & Nik P.        | Ein Stern (der deinen Namen trägt)   |
| 23 mei       | Mark Medlock            | Now or never                         |
| 30 mei       | Mark Medlock            | Now or never                         |
| 6 juni       | Mark Medlock            | Now or never                         |
| 13 juni      | P!nk & Indigo Girls     | Dear Mr. President                   |
| 20 juni      | Rihanna & Jay-Z         | Umbrella                             |
| 27 juni      | Rihanna & Jay-Z         | Umbrella                             |
| 4 juli       | Rihanna & Jay-Z         | Umbrella                             |
| 11 juli      | Monrose                 | Hot summer                           |
| 18 juli      | Rihanna & Jay-Z         | Umbrella                             |
| 25 juli      | Monrose                 | Hot summer                           |
| 1 augustus   | Monrose                 | Hot summer                           |
| 8 augustus   | Monrose                 | Hot summer                           |
| 15 augustus  | Fergie                  | Big girls don't cry                  |
| 22 augustus  | Fergie                  | Big girls don't cry                  |
| 29 augustus  | Fergie                  | Big girls don't cry                  |
| 5 september  | Fergie                  | Big girls don't cry                  |
| 12 september | James Blunt             | 1973                                 |
| 19 september | James Blunt             | 1973                                 |
| 26 september | James Blunt             | 1973                                 |
| 3 oktober    | James Blunt             | 1973                                 |
| 10 oktober   | Rihanna                 | Don't stop the music                 |
| 17 oktober   | Rihanna                 | Don't stop the music                 |
| 24 oktober   | Rihanna                 | Don't stop the music                 |
| 31 oktober   | Rihanna                 | Don't stop the music                 |
| 7 november   | Rihanna                 | Don't stop the music                 |
| 14 november  | Alex C. & Y-Ass         | Du hast den schönsten Arsch der Welt |
| 21 november  | Alex C. & Y-Ass         | Du hast den schönsten Arsch der Welt |
| 28 november  | Timbaland & OneRepublic | Apologize                            |
| 5 december   | Timbaland & OneRepublic | Apologize                            |
| 12 december  | Timbaland & OneRepublic | Apologize                            |
| 19 december  | Timbaland & OneRepublic | Apologize                            |
| 26 december  | geen Top 75 verschenen  |                                      |